# Lubowsee (Naturschutzgebiet)

Lubowsee, 2023

Das Naturschutzgebiet Lubowsee liegt auf dem Gebiet der Landkreise Barnim und Oberhavel in Brandenburg.
Das rund 68,4 ha große Naturschutzgebiet, das den Lubowsee umschließt und durch das die Briese fließt, erstreckt sich nördlich und westlich von Seefeld, einem Siedlungsbereich von Zühlsdorf, einem Ortsteil der Gemeinde Mühlenbecker Land. Nördlich des Gebietes verläuft die B 273 und westlich die Landesstraße L 21, östlich schließt sich direkt der Rahmer See an.

## Bedeutung

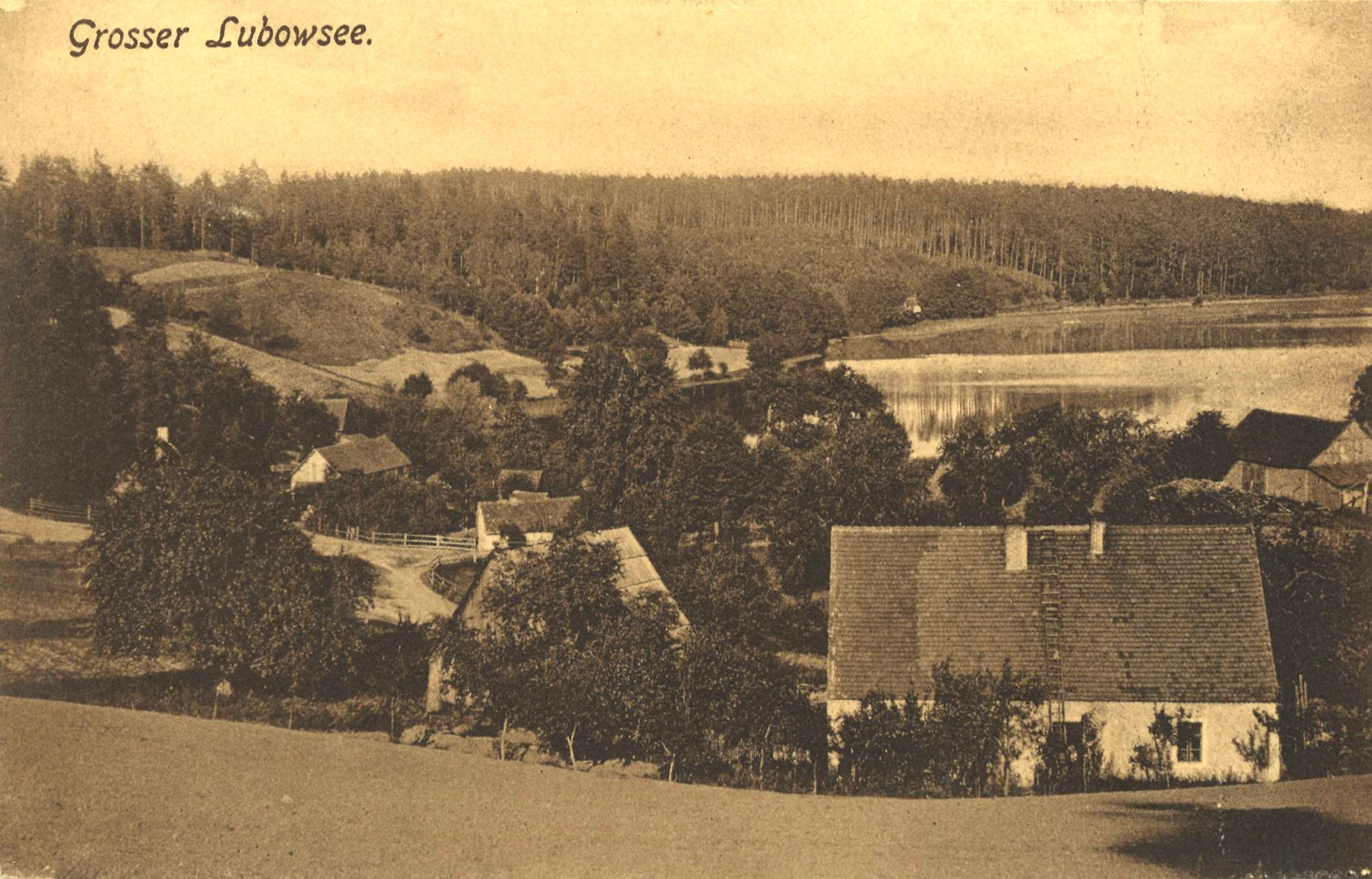
Naturschutzgebiet Lubowsee (1912)

Das Gebiet wurde mit Verordnung vom 25. Juni 2004 unter der Kennung 1092 unter Naturschutz gestellt. Es handelt sich um „ein vielfältig ausgestattetes, naturnahes und störungsarmes Feuchtgebiet im Einzugsbereich des Lubowsees und der Briese im Naturraum des Westbarnim“.